# Matterhorn ski paradise
Matterhorn ski paradise est un domaine skiable italo-suisse, situé entre le Breuil, dans le haut Valtournenche, et Zermatt en Valais.
Il tire son nom du Cervin, en allemand, Matterhorn.
Dans ce domaine il est possible de pratiquer plusieurs types de sports d'hiver pendant toute l'année, en raison du fait que les implantations se situent sur des glaciers, comme celui du Plateau Rosa.
De nombreuses implantations de remontée mécaniques desservent le domaine, qui dispose d'un total de 350 kilomètres de pistes. Le téléphérique le plus connu est celui du Petit Cervin, culminant à 3 883 m, plus haut téléphérique d'Europe.

## Les communes
Le domaine se partage entre les communes de Valtournenche en Italie et Zermatt en Suisse.